# Death Row Records
Death Row Records es una compañía discográfica fundada en 1991 por Suge Knight con ayuda de Dr. Dre. Fue en un momento el hogar de super estrellas del Rap y Hip Hop como el legendario 2Pac o Snoop Dogg como también de MC Hammer y Lil Bow Wow. La lista de Death Row también incluía a The Lady of Rage (”Afro Puffs”), Michel’le, Danny Boy, y Gina Longo, distinguida por ser la primera y única artista blanca contratada por el sello. El 10 de febrero de 2022 se anuncia que Snoop Dogg compra este sello musical incluyendo su catálogo musical.

## Historia
Death Row empezó en términos amenazadores, ya que supuestamente el dinero para crear el sello venía del famoso traficante de drogas, Harry-O. En 1995, Suge Knight repudió cualquier relación con el traficante encarcelado.
A pesar de la infame adversidad entre el East Coast y West Coast, Suge Knight había planeado abrir en New York una filial de Death Row Records llamada Death Row East. Eric B. fue candidato para encabezar dicho sello. En una entrevista, Suge nombró raperos que pensaba fichar, desde Big Daddy Kane hasta Wu-Tang Clan. El sello Death Row East jamás fue creado.
En 1997, luego de que Tupac fuera asesinado y Suge Knight fuera enviado a prisión por la violación de su libertad condicional, Death Row Records se desintegró prácticamente por completo. Artistas como Snoop Dogg, Dr. Dre, RBX, Jewell, y Kurupt se fueron; y Nate Dogg, Lady of Rage, y Daz Dillinger pronto los siguieron, aunque artísticamente el sello continuó existiendo ya que Suge Knight era el propietario de las licencias de todas las canciones publicadas con el nombre del sello.
En 2001, Suge Knight sale de la cárcel, renombra al sello como “Tha Row” y comienza a relanzar los álbumes más populares del sello como Tha Doggfather y Don Killuminati: The 7 Day Theory y recopilaciones de material no lanzado, notablemente Suge Knight Represents: Chronic 2000 y Dead Man Walkin' de Snoop Dogg. Tha Row ficha a Left Eye y Lisa Lopes bajo el seudónimo N.I.N.A (New Identity Not Applicable), falleciendo en 2002. Aunque el sello se mantiene gracias a los relanzamientos, no lanza ningún álbum solista nuevo. Death Row ficha a Petey Pablo en el 2004.
Suge Knight lanza además una campaña de desprestigio contra sus antiguos miembros, notablemente Snoop Dogg y Dr. Dre, y resalta el conflicto entre Daz Dillinger y Kurupt.
En abril de 2006, tras un importante juicio contra Suge Knight, Death Row Records se declara en bancarrota, debiendo más de 140 millones de dólares. En mayo de 2008, se subastan públicamente todas las propiedades de Death Row Records, incluyendo  licencias y canciones, por 24 millones de dólares.
Tras la subasta, la compañía WIDEawake compra los derechos por 18 millones de dólares. WIDEawake relanza aún más material antes no publicado de sus antiguos artistas como Snoop Dogg, Kurupt, Danny Boy, Crooked I, Sam Sneed, LBC Crew y O.F.T.B. El 1 de septiembre de 2009 se pone a la venta The Chronic Re-Lit, un remáster del álbum de Dr. Dre con siete canciones "bonus" y contenido extra. El 13 de octubre de 2009 se lanza Snoop Doggy Dogg – Death Row The Lost Sessions Vol 1, que contiene quince pistas antes no publicadas, cuatro de ellas producidas por Dr. Dre.
En diciembre de 2012, New Solutions Financial Corp., la compañía a la que pertenecía WIDEawake, declara el estado de bancarrota. En 2013, Entertainment One compra los derechos de Death Row.
En diciembre de 2019, la compañía de juguetes Hasbro adquiere Entertainment One por 3,8 billones de dólares, por lo que el sello pasa a ser parte de su propiedad.
Death Row Records finalmente terminó siendo adquirida por parte del antiguo artista del sello Snoop Dogg quien hizo pública la noticia en febrero de 2022 en el lanzamiento de su disco B.O.D.R.

## Integrantes

### Artistas que formaron parte del sello
| - 213* - 2nd II None* - 2Pac - Above The Law - B.G.O.T.I.* - Dat Nigga Daz a.k.a. Daz Dillinger* - Danny Boy - DJ Quik* - Doobie* - DPGC* - DPG* - Dr. Dre* - Dresta* - The D.O.C* - Gangsta Girl* - Gail Gotti* - Gina Longo* - Hug* - J. Valentine* - J-Flexx* - Jewell* - K-9* - Klean Soul* - K-Solo* - Kurupt* - The Lady of Rage* - LBC Crew* - Lil Bow Wow - MC Hammer - Nate Dogg - Lil C-Style* - Lisa Lopes - Lord G* - MacShawn* - MC Hammer* - Makaveli* - Mark Morrison* - Michel'le* - Nate Dogg - Petey Pablo* - Pretty Ricky - Prince Ital Joe* - RBX* - Sam Sneed* - SKG* - Soopafly* (Doggystyle/Death Row) - Snoop Doggy Dogg* - Swoop G* - Tha Dogg Pound* (Doggystyle/Death Row) - Tha relain show* - The D.O.C.* - The Outlawz* (Str8 Out Da Gutta/Death Row) - Top Dogg* - Tray Deee* (Doggystyle/Death Row) - U.N.L.V.* (Str8 Out Da Guta/Death Row) - T-Beats* (Tass Radio/Geffen/Death Row East/Roc A Fella/Island Def Jam/Wu Music Group) - Y.S.G. - Young Soldierz - Warren G | - Ashanti - David Kenner - Don MF ZEE - Irv Gotti - J. Prince - Ja Rule - Jamal Lost |